# Torre Bissara
La Torre Bissara, detta anche Torre di Piazza, è una torre civica che si affaccia su Piazza dei Signori di Vicenza, affiancandosi alla celebre Basilica Palladiana di Andrea Palladio. Con i suoi 82 metri è l'edificio più alto della città.

## Storia

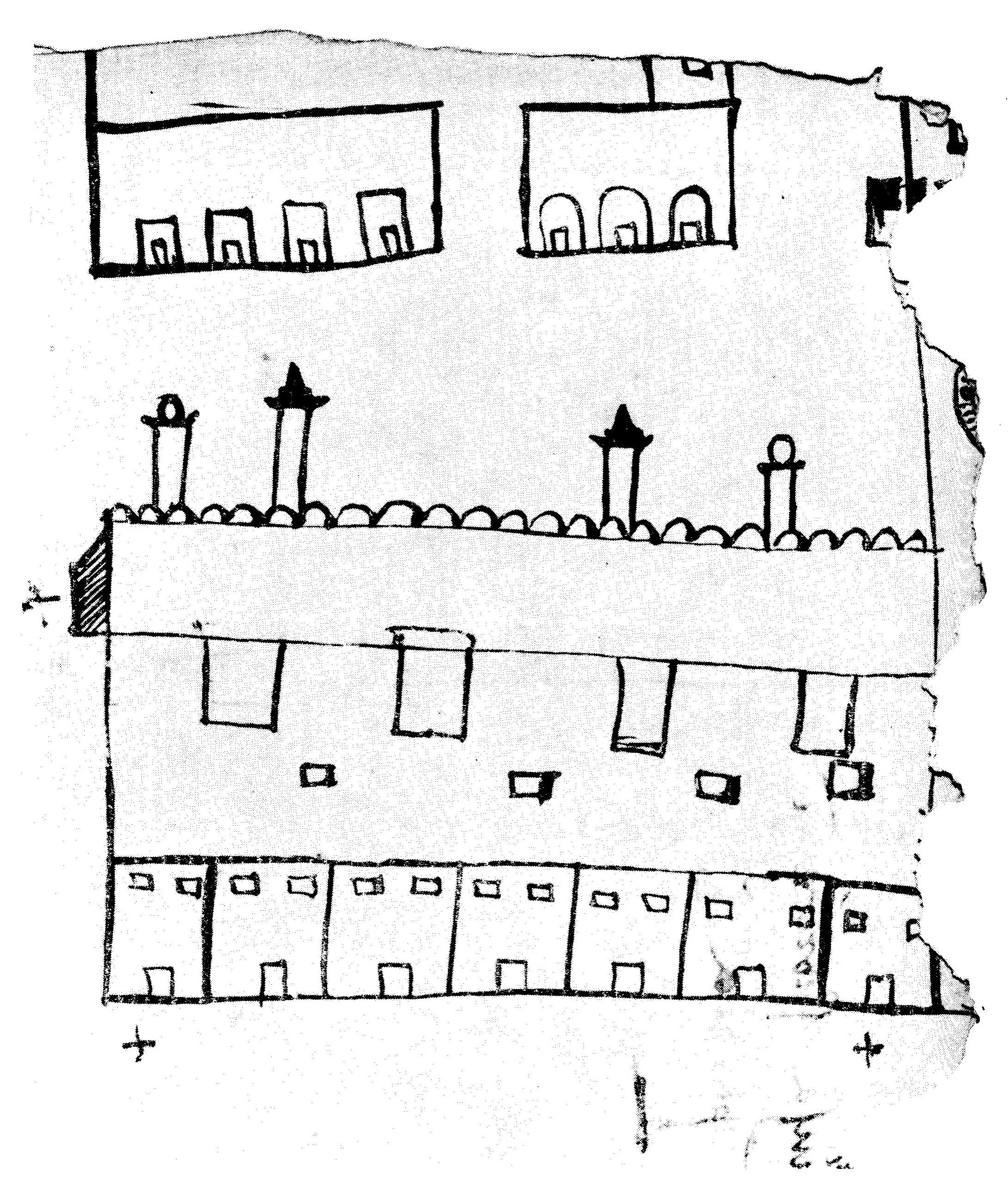
Mappa del Peronio di Vicenza 1481 (particolare) - Il Palazzo del Podestà e sulla destra la Torre Bissara

Le prime notizie risalgono al 1174 quando la torre venne costruita, per volere della famiglia Bissari, accanto al loro palazzo. Tra il 1211 e il 1229 il comune di Vicenza acquistò sia il palazzo (con l'intenzione di farlo diventare sede del podestà) sia la torre.
Sfuggita al terribile terremoto del 25 gennaio 1348, venne sopraelevata verso la metà del Quattrocento raggiungendo l'attuale altezza. All'interno vennero posizionate reliquie di santi e le cinque campane. Numerosi furono gli interventi che, nel corso dei secoli, si susseguirono per mantenere la stabilità e la bellezza della torre. Alla base fu collocato un arco trionfale con il monumento ai caduti in guerra, sormontato da uno stemma e dal gruppo scultoreo della Madonna incoronata, in trono col bambino e due santi. Un po' più in alto è collocato il bassorilievo marmoreo del Leone di San Marco. Ai lati sono incastonate lapidi commemorative e in una nicchia vi è una statua acefala di Pallade Atena, forse un resto del foro di epoca romana.
Il 18 marzo 1945 la torre (insieme alla Basilica Palladiana) venne colpita da un bombardamento anglo-americano. La sommità della torre si incendiò e il cupolino crollò al suolo; la torre si presentò così ai vicentini, il giorno successivo, mozzata. Le campane inoltre si erano staccate, distruggendosi sul lastricato della piazza. Assieme alla Basilica negli anni successivi la torre venne ricostruita, non senza polemiche relative alla forma, in parte diversa da quella originaria. Non tutte le campane inoltre vennero ricollocate così come non venne ricollocata la sfera indicante le fasi lunari che era posizionata sotto l'orologio.

### Il restauro del 2002

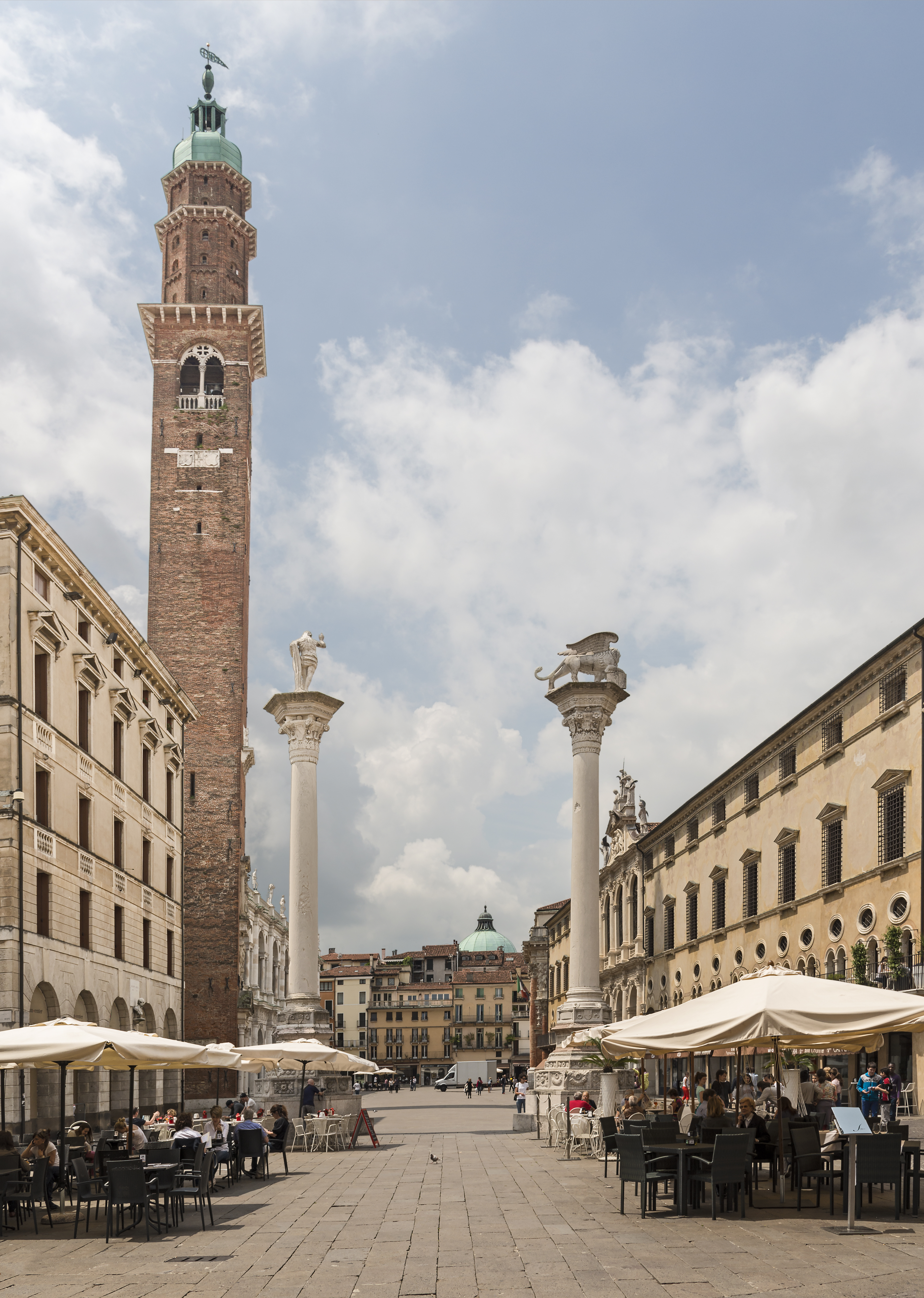
La torre Bissara, vista da Piazza Biade

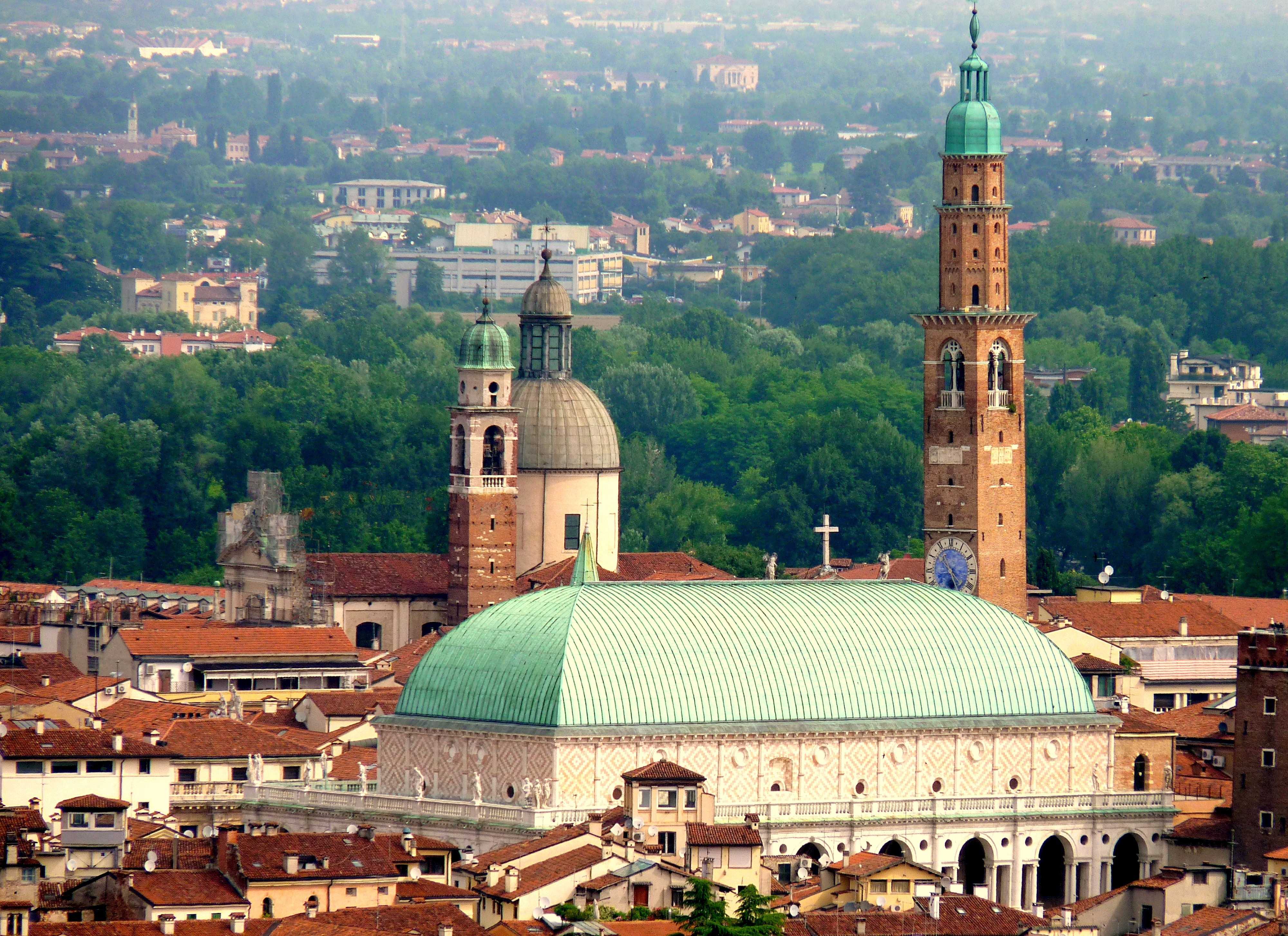
Vista da Monte Berico

Nel 2002 venne approvato il progetto per un radicale restauro conservativo della torre. L'intervento si mosse in due direzioni: una parte riguardante il consolidamento statico (problema sempre presente a Vicenza vista la ricca presenza di acqua nel sottosuolo), un'altra riguardante il restauro delle superfici, dei fregi e delle decorazioni. Il quadrante è stato dipinto di blu cobalto (come si pensa fosse in origine), è stata riposizionata la sfera delle fasi lunari (grazie alla donazione di una nota gioielleria) e riposizionate le campane (donate dal Rotary Club Vicenza Berici).

## L'ora nona
Caratteristica della torre è, oltre al normale suono delle ore e delle mezz'ore anche l'ora nona. Si tratta di una particolare melodia composta dal Maestro Pierangelo Valtinoni che si sente suonare sette minuti prima di mezzogiorno e sette minuti prima delle diciotto (in origine al posto delle 18 suonava alle 24). La campana maggiore, in tono di Mi, è stata realizzata nel 1663 dal fonditore Cristoforo Murari.
Tre delle cinque campane che componevano la melodia erano andate perdute nel bombardamento del 18 marzo 1945, che aveva incendiato e semidistrutto la Torre Bissara. Da allora non era più stato ripristinato fino al 2005 quando vennero ricollocare tutte le campane.